# Rotnacken-Saftlecker
Der Rotnacken-Saftlecker (Sphyrapicus nuchalis) ist eine nordamerikanische Spechtart aus der Gattung der Saftlecker (Sphyrapicus) innerhalb der Unterfamilie der Echten Spechte (Picinae). Er ist mit dem Gelbbauch-Saftlecker der kleinste der vier Saftlecker-Arten. Der Rotnacken-Saftlecker kommt im Gebiet der Rocky Mountains vom westlichen Zentralkanada bis Texas vor und ist in vielen Teilen seines Verbreitungsgebiets nicht selten. Die meisten Populationen der Art sind Kurz- oder Mittelstreckenzieher. Wie alle anderen Saftlecker-Arten auch ernährt sich der Rotnacken-Saftlecker von Baumsäften, Insekten und Beeren.
Das Artepitheton ist von lat. nucha = Nacken hergeleitet und bezieht sich auf den rot gefärbten Nacken dieser Spechte. Rotnacken-Saftlecker und Feuerkopf-Saftlecker sind Schwesterarten, die gemeinsam mit dem Gelbbauch-Saftlecker eine Superspezies bilden. Bis 1983 wurden sie als Unterarten von Sphyrapicus varius angesehen, dessen Artepitheton damit verständlich wird. Ihre Verbreitungsgebiete sind weitgehend gut voneinander getrennt, überlappen jedoch in einigen Regionen, in denen häufig Hybride zwischen beiden Arten festgestellt werden.
Der Rotnacken-Saftlecker galt früher als Schädling in Obstplantagen und wurde verfolgt. Sein Bestand ist heute aber stabil und gilt als nicht gefährdet.
Die geographische Variation ist geringfügig, sodass keine Unterarten beschrieben werden.

## Aussehen

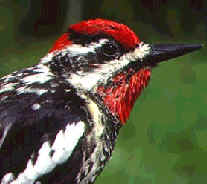
Rotnacken-Saftlecker, Männchen

Rotnacken-Saftlecker erreichen eine Gesamtlänge von 21 Zentimetern. Ihr Gewicht liegt zwischen 35 und 61 Gramm. Sie sind damit bei gleicher Größe wie der europäische Mittelspecht um mehr als ein Drittel leichter als dieser. Die Geschlechter unterscheiden sich in Bezug auf Größe und Gewicht nicht. Der bei dieser Art nicht sehr ausgeprägte Geschlechtsdimorphismus betrifft wie bei den meisten Spechten vor allem die Kopffärbung.
Schultern und Rücken sind auf glänzend schwarzem, leicht grünlich irisierenden Grund stark weiß oder schmutzig weiß geflockt und getupft. Weiß überwiegt an den Flanken, Schwarz in der Mitte. Der Bürzel und die Oberschwanzdecken sind an den Seiten mehrheitlich schwarz und in der Mitte mehrheitlich weiß. Bis auf die zentralen Steuerfedern, deren Innenfahnen auf weißem Grund vereinzelt schwarz getupft sind, ist der Schwanz schwarz. Manchmal sind die äußeren Steuerfedern weiß gerandet. Die mittleren Flügeldecken sowie die Außenfahnen der großen Flügeldecken sind weiß; sie bilden das für alle Saftlecker-Arten charakteristische weiße Flügelfeld. Die meisten Handschwingen und die äußersten Armschwingen sind auf den Außenfahnen weiß gebändert, alle Arm- und Handschwingen sind an der Spitz weiß gesäumt. Die Schirmfedern weisen auf den Innenfahnen eine weiße Bänderung auf. Alle übrigen Bereiche der Flügel sind schwarz. Die Unterseite, unterhalb des schwarzen Brustbandes ist im oberen Bereich blassgelb, weiter zum Schwanz hin und an den Flanken schmutzig-weiß oder hell bräunlich und besonders intensiv an den Flanken pfeilspitzenartig schwarz gezeichnet. Die Unterschwanzdecken sind weiß. Der Schnabel ist schwarz, der unbefiederte Bereich der Beine und die Zehen sind grün-grau. Die Iris der Augen ist braun.
Bei Männchen sind Stirn und Scheitel kräftig karminrot oder klatschmohnrot. Begrenzt wird dieser Rotbereich von einem sichelförmigen schwarzblauen Band, das am Hinterhaupt am breitesten ist und seitlich verjüngend über den Augen ausläuft. Unterhalb dieses Bandes befindet sich der nicht immer deutlich ausgeprägte namensgebende rote Fleck. Kinn, Wangen und Kehle sind leuchtend karminrot, ganz fein – und zum Teil unterbrochen – von einem schwarzen Bartstreif begrenzt. Ein deutlicher schwarzer Augenstreif erstreckt sich über die Augen bis zum Hals, darunter verläuft ein ebenso breites weißes Band bogenförmig von den Schnabelborsten bis zum oberen, seitlichen Halsbereich. Die rote Kehle wird zur Brust hin von einem sichelförmigen schwarzen Schild abgegrenzt.
Bei Weibchen sind Kinn und Kehle weiß, etwas Rot ist meist im Wangenbereich zu sehen. Dadurch wird der schwarze Bartstreif, der bei den Männchen nur angedeutet ist, ein deutliches Merkmal. Etwa 10 % der Weibchen zeigen eine sehr ähnliche Rotverteilung des Kopfgefieders wie die Männchen.
Jungvögel unterscheiden sich deutlich von adulten, sie ähneln stark jungen Gelbbauch-Saftleckern. Die Oberseite ist dunkelbraun, der Rücken eher schwarz, häufig schwarz-weiß geflockt. Der weiße Bürzel zeigt deutliche schwarze Bänder. Die Flanken sind sehr deutlich dunkel gefleckt und gepunktet, der Bauch ist ungezeichnet, blassgelb, zur Mitte hin weißlich. Der untere Kehlbereich, Brust und Nacken sind auf blass bräunlichem Grund muschelförmig düster markiert. Ein heller Über- und Unteraugenstreif ist meist zu erkennen. Männchen weisen meist etwas Rot am Kinn, an der Stirn und am Scheitel auf. Ende des Sommers mausern Rotnacken-Saftlecker ins zweite Jugendgefieder, das weitgehend dem Erwachsenenkleid gleicht. Nur der sichelförmige schwarze Brustschild ist noch nicht ausgebildet. Dieser Bereich ist gelbbraun. Ins Erwachsenengefieder vermausern sie im ersten Spätwinter.

### Bewegung
Rotnacken-Saftlecker hüpfen beidbeinig, sich an der Oberfläche festkrallend, an Stämmen hinauf oder hinunter und bewegen sich auch auf diese Art auf horizontalen Flächen. Wie bei den meisten Spechten ist der Flug bogenförmig und schnell. Einigen schnellen Flügelschlägen in der Aufwärtsphase folgt die Abwärtsphase mit eng angelegten Flügeln.

## Verbreitung und Lebensraum

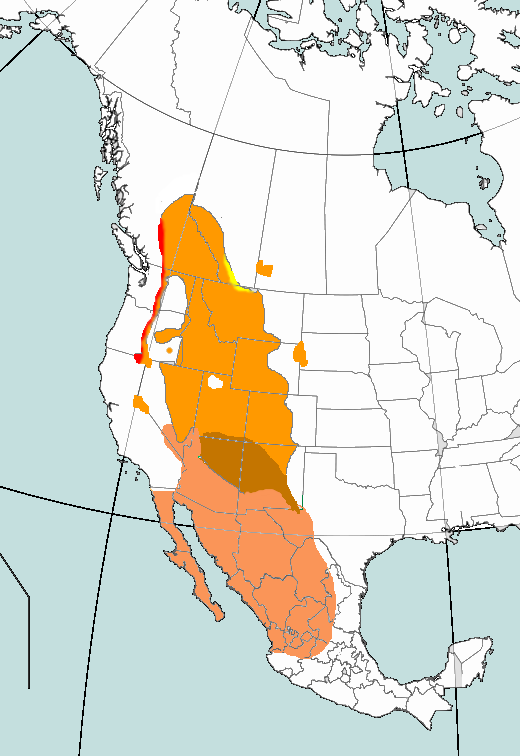
Verbreitung des Rotnacken-Saftleckers
Brutvogel
Jahresvogel
Wintergast
Hybridisierungszonen
S. nuchalis x S. varius
S. nuchalis x S. ruber

Der Rotnacken-Saftlecker ist vor allem ein Bewohner des Rocky-Mountain Gebietes. Sein Verbreitungsgebiet erstreckt sich vom zentralen und südöstlichen British Columbia und Zentral- und Westalberta über Idaho, Montana, Wyoming und Ostnevada, Utah, Zentral- und Westcolorado südwärts bis Südostarizona, Südwest- und NordostNew Mexico bis ins äußerste Nordwesttexas. In einem schmalen Streifen kommt die Art weiters vor allem an der Ostabdachung des Kaskadengebirges in Washington und Oregon vor und in Verbreitungsinseln westlich der Rocky Mountains in den Warner Mountains und den White Mountains, östlich der Rockies in den Cypress Hills in Südostalberta und Südwestsaskatchewan und in den Black Hills und angrenzenden Regionen. Brutvorkommen dürften auch an den Ostabhängen der Sierra Nevada und in den Sweetwater Mountains in Kalifornien bestehen.
In diesem Gebiet besiedelt die Art vor allem Laubwälder mit Pappeln, kommt aber auch in Mischwäldern und Pappelgehölzen innerhalb lichter Gelbkieferwälder, in mit Pappeln und Tannen bestandenen Parklandschaften, in Holzschlägen, in denen Laubbäume stehen blieben, in kleinen Weiden-, Birken- oder Pappelgehölzen im offenen Weideland sowie in montanen und subalpinen Wäldern mit Douglasien, Lärchen, Tannen und Fichtenbeständen vor. Gelegentlich besiedelt die Art Waldinseln nahe der Baumgrenze und erscheint als Brutvogel in größeren, baumbestandenen Gartenanlagen. In Eichen- oder Eichen-Kiefernwäldern brütet der Rotnacken-Saftlecker nicht.
Die Winterverbreitung umfasst den südlichen Teil des Brutgebietes, in Ausnahmefällen nordwärts bis Südoregon, vereinzelt an den Westhängen der Sierra Nevada und häufiger im Tal des Colorado River. Weiters überwintert die Art auf der Baja California und in Mexiko von der Pazifikküste in einem weiten Bereich südwärts bis Jalisco und ostwärts bis Chihuahua und Durango. Gelegentlich gelangen Rotnacken-Saftlecker bis Guatemala und Honduras.
Die vertikale Verbreitung liegt zwischen 300 und 3000 Metern.

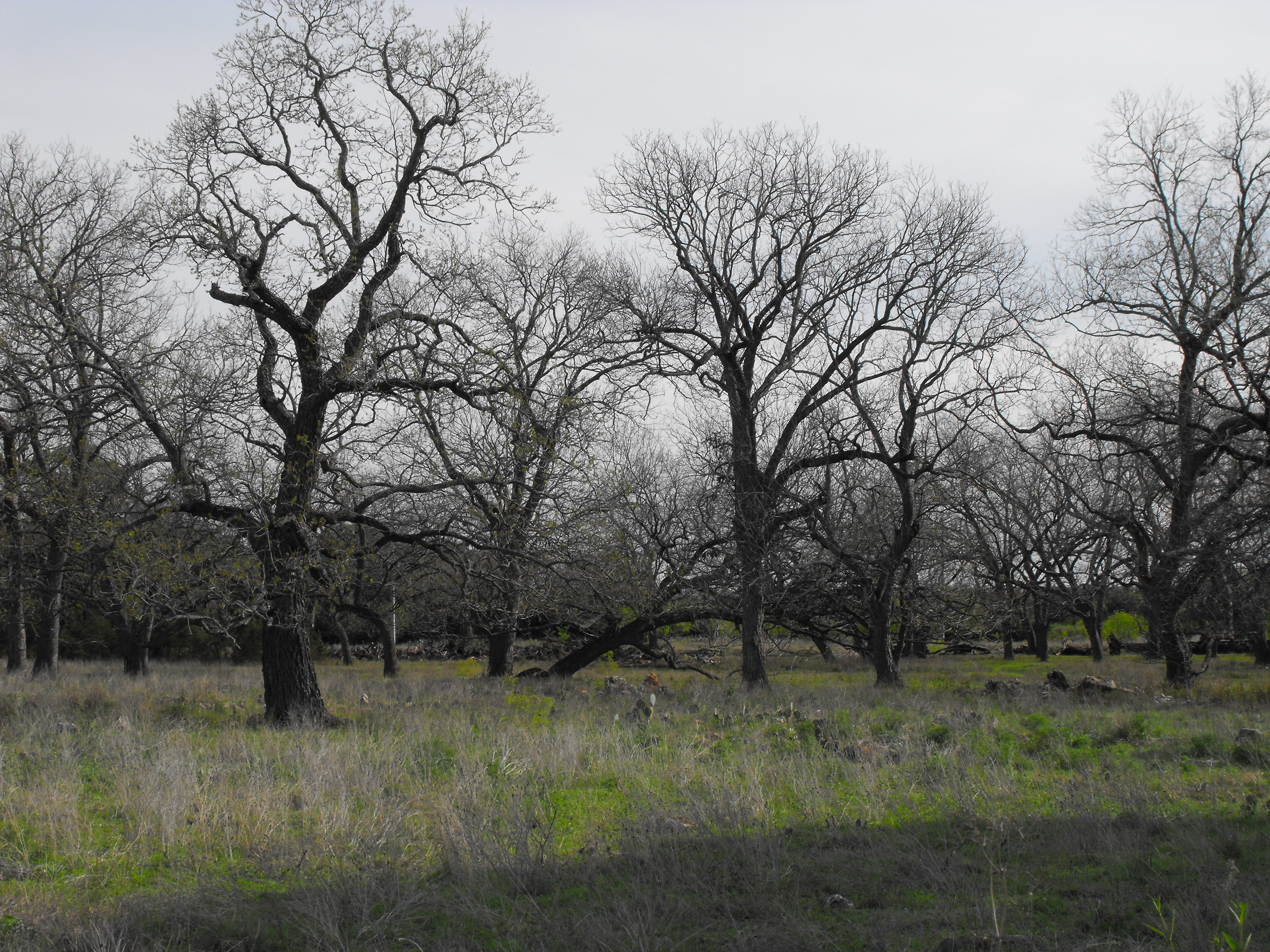
Lichte Eichenbestände (engl. Oak Savanna) sind ein häufiges Winterhabitat der Art

Im Winter erscheint die Art in unterschiedlichen baumbestandenen Landschaften, vor allem in Kiefern-Eichen-, Eichen-Wacholder-Wäldern und sehr lichten, savannenähnlichen reinen Eichenbeständen, in flussbegleitenden Gehölzen, aber auch in großen Parklandschaften und in Obstgärten. In Arizona liegen die höchsten Wintervorkommen bei 1700, in Mexiko reichen sie bis 2500 Meter.

### Hybridisierungszonen
In Süd- und Südwestalberta berühren einander die Verbreitungsgebiete des Rotnacken-Saftleckers und des Gelbbauch-Saftleckers; an einigen Stellen überlappen sie auch. Entlang des Scheitels der Kaskadenkette kommen einander die Brutgebiete von Feuerkopf-Saftlecker und Rotnacken-Saftlecker sehr nahe und überlappen gebietsweise. In diesen Bereichen werden Hybride festgestellt, die die Gefiedermerkmale der Eltern in gleitender Abstimmung aufweisen. Soweit bekannt bringen Hybride fertile Junge zur Welt, sodass die Bestimmung hybridisierter Vögel der Folgegenerationen sehr schwierig wird.

### Raumbedarf
Rotnacken-Saftlecker sind während der Brutzeit territorial und beanspruchen gelegentlich auch im Winterquartier Territorien. Die Größe des Reviers ist vor allem von seiner Bonität abhängig und schwankt zwischen 1,67 Hektar und 45,2 Hektar, wobei beide Eckwerte Ausnahmewerte darstellen dürften. Die Spechte entfernen sich üblicherweise nicht weiter als 500 Meter von der Bruthöhle. Als weitester Flug zu einer Nahrungsquelle wurden 1,4 Kilometer ermittelt. Der minimale Nestabstand liegt bei 100 Metern.

### Wanderungen
Rotnacken-Saftlecker sind vor allem Kurzstrecken- und Mittelstreckenzieher. Weibchen neigen zu längeren Zugdistanzen als Männchen. Nur Brutvögel Arizonas und Neu Mexikos überwintern überwiegend im Brutgebiet. Die Brutplätze in Südkanada und den nördlichen USA werden bereits Ende August verlassen; der Zuggipfel liegt Mitte September. In den südlichsten Überwinterungsgebieten erscheinen die ersten Rotnacken-Saftlecker gegen Ende Oktober. Die Winterquartiere werden ab Mitte März verlassen. In den Brutgebieten erscheinen die ersten Spechte Anfang April.